# Rahel Varnhagen von Ense

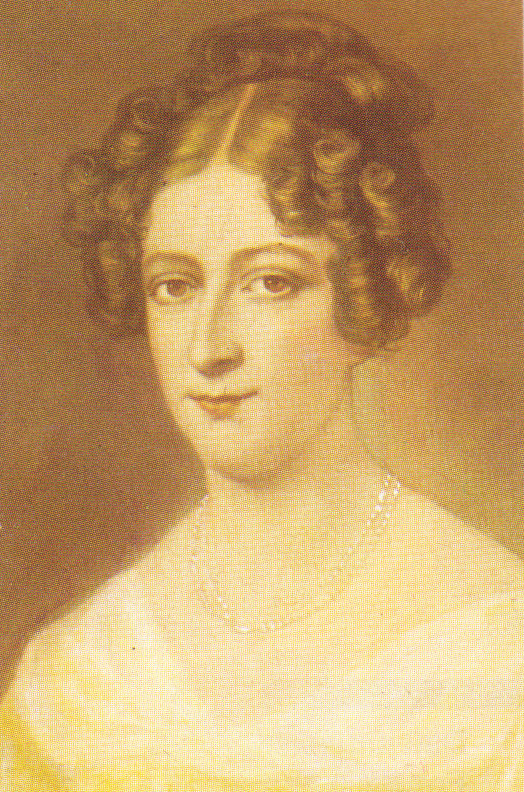
Rahel Varnhagen von Ense.

Rahel Antonie Friederike Varnhagen von Ense, född den 19 maj 1771 i Berlin, död där den 7 mars 1833, var en tysk salongsvärdinna. Hon var dotter till en judisk köpman Levin-Marcus, syster till tyske författaren Ludwig Robert och gift med Karl August Varnhagen von Ense. 
Hon förvärvade sig tidigt rik musikalisk och vitter bildning, levde sig hängivet in i Goethes idévärld samt blev medelpunkten i en krets av lärda och konstnärer. Med Varnhagen, vars bekantskap hon gjorde 1808, ingick hon 1814 ett äktenskap, som blev lyckligt. Under krigsåret 1813 var hon ytterst verksam för de sårades vård och gav  uppslag till den första kvinnoföreningen. Genom Rahel Varnhagens brev till samtida äger eftervärlden inblick i hennes sällsynta begåvning på såväl förståndets som känslans vägnar.
En rik, enhetlig natur med outtröttlig vitalitet och brinnande kärlek till livet och människorna, förenade hon innerlig känsla med skarpt analytiskt och skapande intellekt. Hennes aforistiskt framkastade, djärva och väckande tankar i konstnärliga, religionsfilosofiska och sociala spörsmål går till kärnan av föremålen, och med osviklig instinkt förutkänner hon tidevarvets rörelser. Hon var en stämningsmänniska, och hela hennes tänkande och iakttagande kan kallas en återhållen hjärteroman. 
Hennes inflytande på de samtida var stort och hennes hem samlingsplatsen för Tysklands främsta kulturpersonligheter: brödraparen Humboldt (Wilhelm von Humboldt  och Alexander von Humboldt), Schlegel (August Wilhelm Schlegel  och Friedrich Schlegel) och Tieck; Fichte, Schleiermacher, von Müller, Gentz, Kleist, Hegel, Ranke, Chamisso, Heine, Arnim med flera; även svensken Brinkman tillhörde hennes krets. Hennes make skrev över henne Rahel, ein Buch des Andenkens für ihre Freunde (3 band, 1833; ny upplaga 1834; bearbetad av Hans Landsberg 1904) och Galerie von Bildnissen aus Rahels Umgang und Briefwechsel (2 band, 1836).

## Samlade verk
- Gesammelte Werke. Rahel-Bibliothek. München: Matthes & Seitz. 1983. Libris 6620383. ISBN 3-88221-342-6 - Utgivna av Konrad Feilchenfeldt, Uwe Schweikert och Rahel E. Steiner i 18 band.